# St. Patrick
St. Patrick es una parroquia de Trinidad y Tobago.

## Geografía
La parroquia abarca parte de la isla de Tobago y limita al norte con la parroquia de St. David, al sur con el océano Atlántico, al este con la parroquia de St. Andrew y al oeste con el mar Caribe.

## Organización territorial
Consta de catorce localidades:
- Bethel
- Bethlehem
- Black Rock
- Bon Accord
- Buccoo-Coral Gardens
- Canaan
- Carnbee-All Field Trace
- Crown Point
- Lowlands
- Milford Court-Pigeon Point
- Mt. Irvine-Black Rock
- Mt. Pleasant
- Old Grange-Sou Sou Lands
- Orange Hill

## Demografía
Datos demográficos de la parroquia de St. Patrick:
| Gráfica de evolución demográfica de St. Patrick entre 2000 y 2011 |
|                                                                   |